# 诺罗敦·尤根托

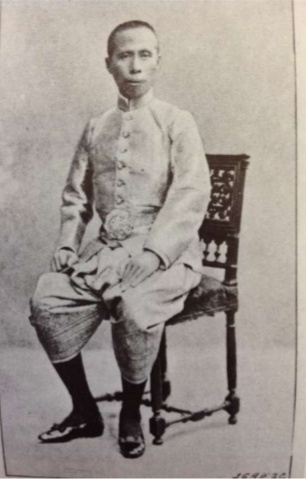
诺罗敦·尤根托

诺罗敦·尤根托（1860年—1934年）是柬埔寨的一位王子。他是诺罗敦国王的第三子，为诺罗敦的王位继承人。
尤根托出生在金边王宫，并在那里长大。1863年，诺罗敦与法国殖民者格朗迪埃尔签订条约，将柬埔寨置于法国的保护之下。但诺罗敦宣称这个条约是格朗迪埃尔强迫自己签订的。1884年，法国殖民者通过行政改革，控制了税收部门。尤根托对此持批评态度，他向法国总理发出了长篇备忘录，并发起巡回宣传活动。
1900年，他访问了法国，接受法国记者的采访，谈及法国政府、人民以及自己国家的殖民统治，刊登在费加罗报上，引起了轩然大波，这就是尤根托事件。
法国当局命令诺罗敦让他回国。由于害怕被捕，尤根托途经阿尔及利亚流亡暹罗。1913年到达曼谷，法国当局不准他回国。后来他在曼谷逝世。
由于被驱逐的尤根托是诺罗敦的王位继承人，法属印度支那总督杜美威胁要废黜诺罗敦。最终诺罗敦任命自己不喜欢的弟弟西索瓦为王位继承人。